# Hapalopilus ochraceolateritius
Hapalopilus ochraceolateritius är en svampart som tillhör divisionen basidiesvampar, och som först beskrevs av Appollinaris Semenovich Bondartsev, och fick sitt nu gällande namn av Appollinaris Semenovich Bondartsev och Rolf Singer. Hapalopilus ochraceolateritius ingår i släktet Hapalopilus, och familjen Hapalopilaceae. Enligt den finländska rödlistan är arten nära hotad i Finland. Arten är reproducerande i Sverige. Artens livsmiljö är friska och lundartade naturmoskogar.